# ویرلانا ویور
ویرلانا ویور (انگلیسی: Virlana Tkacz; ۲۳ ژوئن ۱۹۵۲ – ) کارگردان نمایش اهل ایالات متحده آمریکا بود.